# جوردانو کورسی
جیوردانو کورسی (به ایتالیایی: Giordano Corsi) بازیکن فوتبال و اهل ایتالیا است که از سال ۱۹۳۵ میلادی عضو تیم ملی فوتبال ایتالیا بوده و در ۶ بازی ملی حضور داشته‌است. او در بازی‌های ملی‌اش گلی به ثمر نرساند.
جیوردانو کورسی آخرین بازی ملی خود را در سال ۱۹۳۷ میلادی انجام داد.